# Coniopteryx (Scotoconiopteryx) rondoniensis
Coniopteryx (Scotoconiopteryx) rondoniensis is een insect uit de familie dwerggaasvliegen (Coniopterygidae), die tot de orde netvleugeligen (Neuroptera) behoort. De soort komt voor in Brazilië.